# Puente ferroviario de Moulsford
El puente ferroviario de Moulsford (nombre original en inglés: Moulsford Railway Bridge), también conocido localmente como el puente "Four Arches" (Cuatro Arcos), es una estructura formada por un par de puentes paralelos, situados uno junto al otro. Están ubicados un poco al norte de Moulsford y de South Stoke en Oxfordshire, Reino Unido. Es parte de la Línea Principal del Great Western entre la Estación de Paddington en Londres y Gales, permitiendo el paso del ferrocarril sobre el río Támesis. El puente se encuentra entre las estaciones de Goring & Streatley y Cholsey, y cruza el río con un considerable esviaje en el tramo comprendido entre las esclusas de Cleeve y de Benson.
El puente ferroviario original de Moulsford se construyó entre 1838 y 1840, y fue diseñado por Isambard Kingdom Brunel para la ruta troncal principal del Great Western Railway. Construido para alojar un par de vías de gran ancho a través del Támesis, consta de cuatro arcos semielípticos rebajados que atraviesan el Támesis formando un ángulo considerablemente oblicuo de 60 grados. Durante la década de 1890, se construyó un segundo puente inmediatamente paralelo a la estructura original, lo que permitió expandir el ferrocarril a una configuración de vía cuádruple. Posteriormente, el puente fue reconocido como un monumento catalogado. Durante la década de 2010 se procedió a la electrificación de las vías, lo que supuso la colocación de unos pórticos metálicos para soportar los cables de la catenaria.

## Construcción

### Primer puente
El puente ferroviario de Moulsford original se construyó para permitir el cruce de la línea principal del Great Western Railway (GWR) sobre el río Támesis. La construcción de esta línea entre Londres y Bristol había sido autorizada por un Ley del Parlamento en 1835, y la construcción comenzó al año siguiente. El puente, junto con muchas de las características de ingeniería del ferrocarril, fue diseñado por el consumado ingeniero Isambard Kingdom Brunel, quien fue la figura principal en la ingeniería y administración del GWR.
El puente, que se proyectó para alojar un par de vías de gran ancho, tenía un diseño relativamente ambicioso, que constaba de cuatro arcos elípticos esviados de 62 pies (18,9 m) de luz y una altura de 21 pies 8 pulgadas (6,6 m). Compuesto principalmente de ladrillo rojo con esquineras de piedra de Bath, está esviado en un ángulo de unos 60 grados con respecto al cauce del río. A menudo se ha considerado que la estructura tiene un tamaño excepcional para la época. Para adaptarse mejor a tales dimensiones, Brunel incorporó una serie de paredes internas longitudinales y huecos para aligerar la superestructura, lo que también redujo el costo y el tiempo necesarios para construirla. Se ha alegado que el GWR había prometido al obispo de Durham embellecer estéticamente el puente para disipar sus dudas sobre el proyecto. Historic England ha observado que el puente es una de las estructuras más impresionantes en toda la vía férrea.
La construcción del puente ferroviario de Moulsford se produjo entre 1838 y 1840, y se construyó al mismo tiempo que varios otros puentes ferroviarios de la línea, incluidos los de Maidenhead y Gatehampton; cuyas características de diseño son compartidas por los tres puentes. Se han realizado relativamente pocas alteraciones a la estructura desde su apertura original al tráfico. Incluso la construcción de un segundo puente al costado no se tradujo en cambios significativos al puente original, y las dos estructuras siguen siendo elementos separados. Desde la construcción del segundo puente, el primero ha sido llamado a menudo el puente oeste o rápido.

### Segundo puente

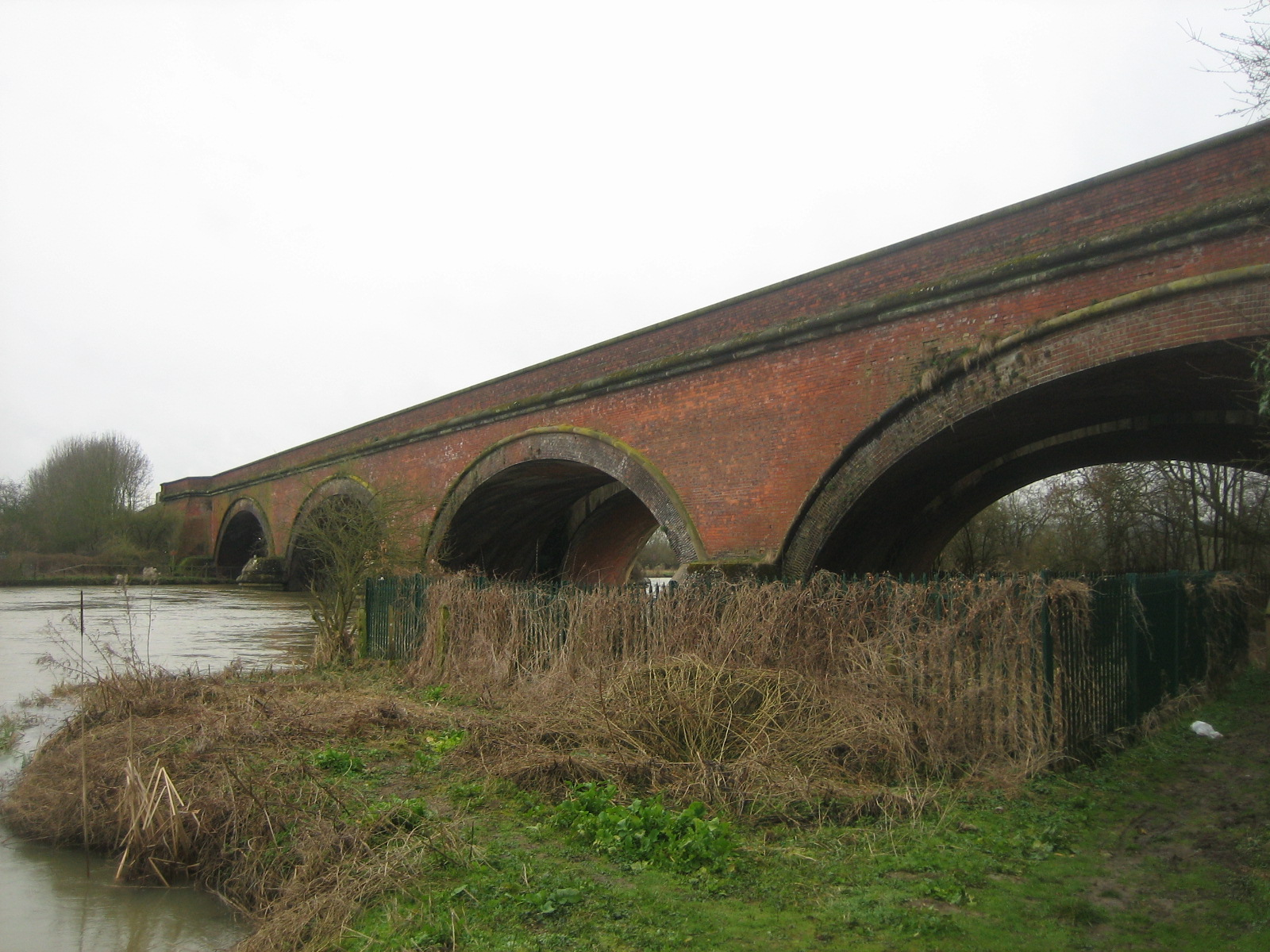
Puente de Moulsford desde el lado aguas arriba (el puente más nuevo es el más cercano)

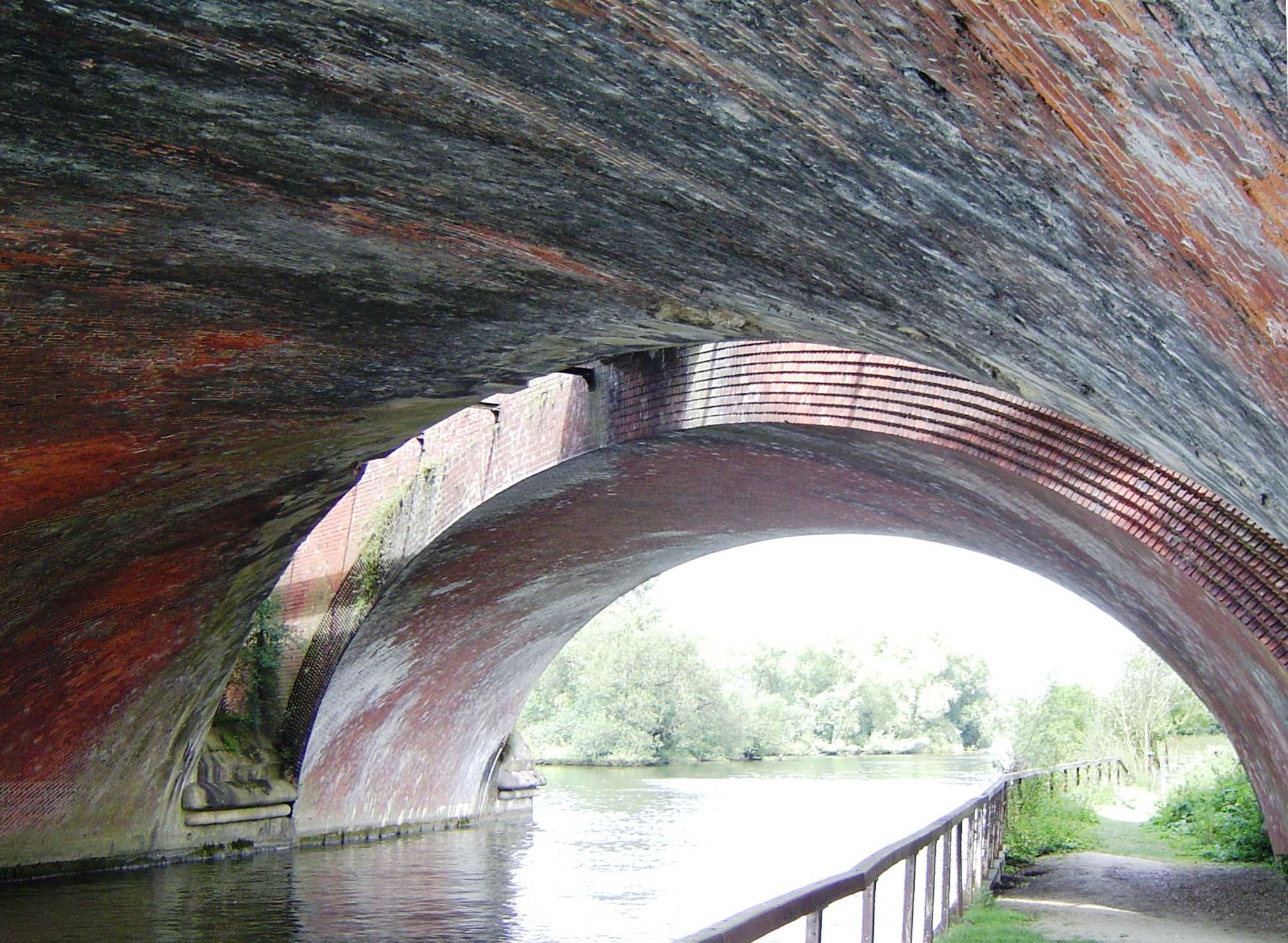
Los puentes vistos desde abajo (el original es el más cercano)

En la década de 1870, la explotación del ferrocarril se estaba viendo notablemente restringida por la falta de capacidad, lo que generó la necesidad de ampliar la línea siempre que fuera posible. Durante 1892, la sección de la línea alrededor del puente se amplió a una disposición de vía cuádruple, y para acomodar las cuatro vías, fue necesaria la construcción de un segundo puente, que se situó junto al lado aguas arriba del original, conectado a él por una serie de jácenas y pasajes de ladrillo. Los dos puentes también están unidos a nivel de cubierta por una serie de pasarelas abovedadas de ladrillo.
El diseño del segundo puente, como muchas otras estructuras construidas para ampliar el número de vías, se concibió intencionadamente para disponer de un aspecto armónico con el puente original de Brunel. En consecuencia, ambos puentes comparten muchas similitudes, como el perfil y las dimensiones generales idénticos. También tiene varias diferencias, como la falta de cantoneras de piedra, mientras que los ladrillos lisos sin cortar forman un patrón irregular donde se encuentran con las caras del puente. El segundo puente también es algo más angosto que el primero, ya que se construyó para transportar un par de vías de ancho estándar.
En relación con el puente original, a menudo se lo conoce como el puente este o de relevo. Por lo general, se ha considerado que el segundo puente posee menos mérito intrínseco que el primero.

## Alteraciones
Durante la década de 1970, la Línea Principal del Great Western estuvo sujeta a un extenso trabajo de reingeniería para permitir que los recientemente introducidos servicios Intercity 125 pudieran circular a 125 millas por hora (201 km/h). En consecuencia, se realizaron algunos cambios en el puente ferroviario de Moulsford. Se iniciaron los trabajos de construcción de refugios de seguridad, a pesar de la protección patrimonial de la que gozaba la estructura y de las objeciones presentadas por las autoridades. El jefe de ingeniería de British Rail en Reading supuestamente no estaba de acuerdo con como se estaba planteando el trabajo, lo que resultó en la presentación y posterior aprobación de planes alternativos. Entre marzo y julio de 2016, Network Rail (propietario de la infraestructura ferroviaria nacional), licitó un contrato para realizar las actividades de reparación y limpieza de los dos puentes, lo que implicó el cierre temporal por etapas de cada arco al tráfico fluvial.
Durante la década de 2010, las líneas de ferrocarril que cruzaban el puente fueron electrificadas, lo que requería la instalación del sistema de catenaria sobre la estructura. La opinión pública expresó su preocupación por el impacto estético de tales modificaciones sobre la estructura, y por su parte, Network Rail encargó estudios para minimizar el impacto visual del sistema de electrificación.